# Крашаниця Анатолій Федорович
Анато́лій Фе́дорович Крашаниця (псевдонім А. Крижаний) (30 квітня 1904, слобода Люботин Валківського повіту, тепер Харківської області — 7 листопада 1984, Рівне) — український письменник та журналіст.

## Життєпис
Закінчив Валківське реальне училище, друкуватися почав у газеті «На засів». З 1921 року друкувався в газетах «Вісті», «Селянська правда», журналах «Шляхи мистецтва», «Зоря».
29 березня 1922 в Харкові засновано літературну організацію «Спілку селянських письменників „Плуг“», у складі бюро спілки — А. Панів, І. Сенченко, Гео Коляда, С. Пилипенко, І. Шевченко, Крашаниця.
У 1922—1923 роках — секретар Валківського повітового комітету комсомолу. У 1923—1924 працював в Харківському губкомі, від 1925 — на журналістській роботі. Спершу - в катеринославській молодіжній газеті "Грядущая смена". Згодом після Івана Ткачука до 1927 редагує селянську газету "Зірка" у Катеринославі (Дніпропетровську).
1927 переїздить до Херсона, де став редактором газети «Наддніпрянська правда».
Належав до спілки селянських письменників «Плуг», Всеукраїнської спілки пролетарських письменників «Молодняк». Один із засновників у Харкові першого літературного клубу, серед фундаторів «Асоціації юнацьких пролетарських письменників».
1927 року — співзасновник журналу «Молодняк» — разом з Іваном Шевченком та Савою Божком.
У 1945 році (з липня) працював виконувачем обов'язків відповідального редактора рівненської обласної газети «Червоний прапор». З 1947 по 1951 рік — відповідальний редактор цього видання.
1964 року на святкування 150-річчя від дня народження Шевченка літературна громадськість Рівненщини під керівництвом А. Крашаниці, колишнього учасника літоб'єднання «Плуг» та редактора газети «Червоний прапор», впорядкувала територію довкола пам'ятника Кобзареві. Добудували стелу, мінібасейн, з Новопетровського укріплення привезли й посадили паросток верби, з другого боку пам'ятника посадили ще один символ України — калину.
Залишив низку літературно-критичних статей про сучасників-письменників. Понад 60 років віддав журналістській справі.
Останні роки життя проживав у м. Рівне по вул. Чорновола (колишн. 17 вересня; Тополева) у будинку, у якому свого часу також жив і працював Олег Ольжич, про що на фасаді будинку встановлено меморіальну дошку.

### Нагороди
Орден Трудового Червоного Прапора
Орден «Знак Пошани»
Довідкові видання:
- Українська літературна енциклопедія: в 5 т. Т.3. Київ, 1995. С. 52.
- Каляка, М. М. Крашаниця, Літературна лоція Херсонщини (ХІІ — початок ХХІ ст.) — Херсон, Просвіта, 2009.